# Los Hornos, San Luis Potosí
Los Hornos är en ort i Mexiko.   Den ligger i kommunen Aquismón och delstaten San Luis Potosí, i den centrala delen av landet, 230 km norr om huvudstaden Mexico City. Los Hornos ligger 1 194 meter över havet och antalet invånare är 370.
Terrängen runt Los Hornos är kuperad åt nordväst, men åt sydost är den bergig. Runt Los Hornos är det ganska tätbefolkat, med 90 invånare per kvadratkilometer. Närmaste större samhälle är Xilitla, 14,2 km sydost om Los Hornos. I omgivningarna runt Los Hornos växer i huvudsak städsegrön lövskog.